# Len Wein
Len Wein   (Nova York, 12 de juny de 1948 - Los Angeles, 10 de setembre de 2017) fou un guionista de còmics novaiorqués, i editor de còmics nord-americà conegut per haver cocreat Swamp Thing (amb Bernie Wrightson) de DC Comics i Wolverine de Marvel Comics, i per ajudar a reviure l'equip de superherois de Marvel els X-Men (incloent-hi la cocreació de Nightcrawler, Storm i Colossus). A més, va ser l'editor de la minisèrie DC de l'escriptor Alan Moore i l'il·lustrador Dave Gibbons, Watchmen.
Wein va ser inclòs al Saló de la Fama del Comic Book del Premi Will Eisner el 2008.